# Daewoo K2
Daewoo K2 là súng trường tấn công của quân đội Hàn Quốc được sản xuất bởi Daewoo để thay thế cho dòng K1 và đã phục vụ trong quân đội nước này từ năm 1987 đến nay. Ngoài ra, K2 còn được sử dụng trong các cuộc chiến tranh Iraq, chiến tranh Afghanistan và Đảo chính tại Fiji năm 2006. Bề ngoài, súng có khá nhiều điểm tương đồng với M16, nhưng K2 lại có cơ chế nạp đạn bằng khí nén với hệ thống trích khí dài giống như AK-47 hay SIG SG 550.

## Thông số kỹ thuật
- Thiết kế: năm 1977
- Nhà sản xuất: S&T Daewoo
- Được sản xuất từ năm 1984 đến nay
- Khối lượng: 3.6 Kg
- Chiều dài: 970 mm, 730 mm (báng gập)
- Tốc độ bắn: 700 đến 900 viên mỗi phút
- Vận tốc: 920 m/s (SS109), 960 m/s (M193)
- Tầm bắn tối đa: 2400 mm
- Tầm bắn hiệu quả: 600 m (SS109), 460 m (M193)
- Chiều dài nòng súng: 465 mm
- Sức chứa ổ đạn: 20 đến 30 viên
- Sử dụng loại đạn: 5.56x45 NATO
- K2 sử dụng hệ thống trích khí giống như của AK-47
- Có thể gắn thêm ống phóng lựu K-201 (ống phóng lựu 40mm được sản xuất có giấy phép của chính phủ Mỹ, nguyên mẫu là ống phóng lựu M203)

## Ứng dụng

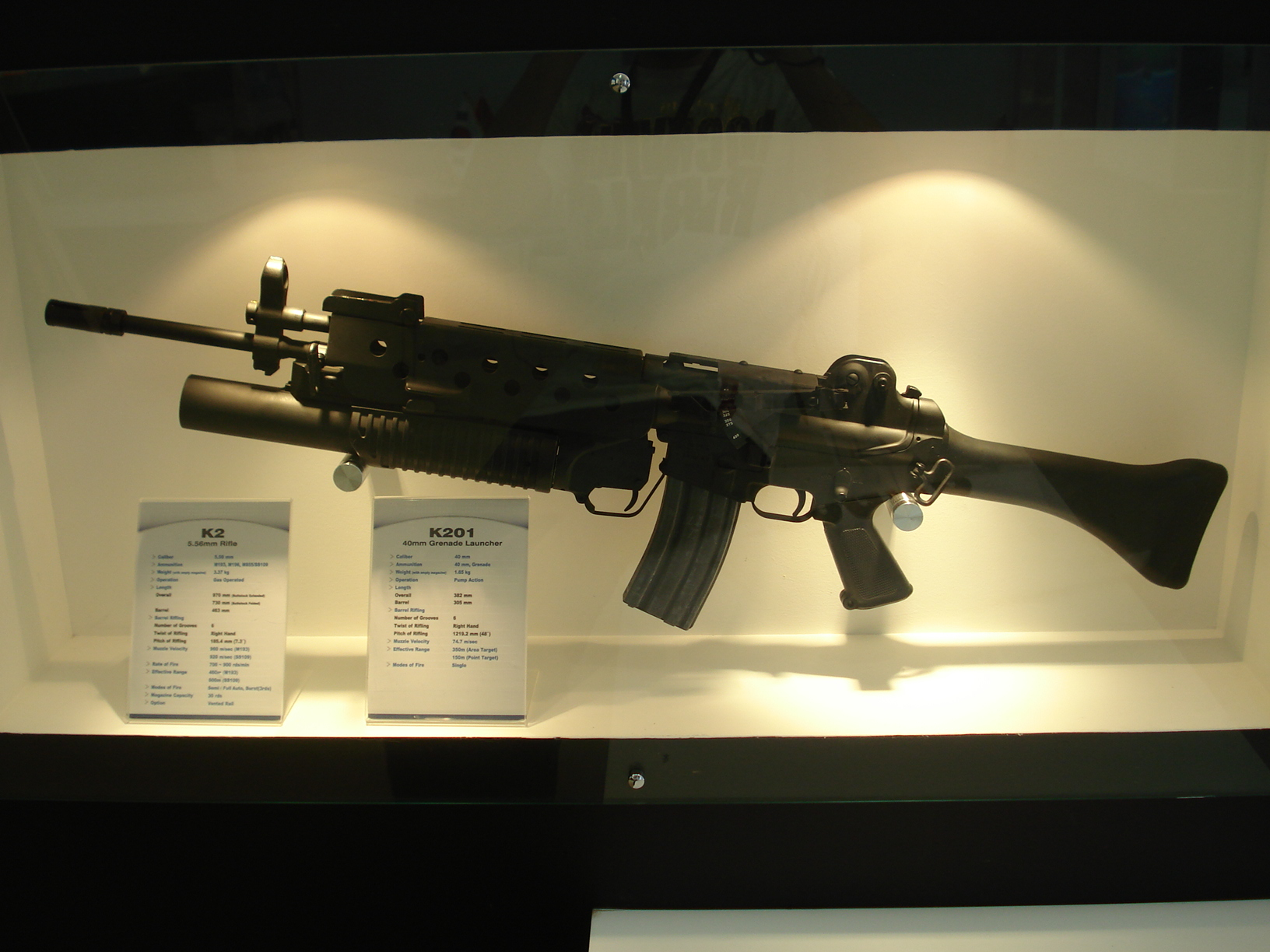
Daewoo K2 với ống phóng lựu K201 được gắn dưới ốp lót tay

K2 là sự thay thế hoàn hảo để thay cho súng M16A1 và K1 của quân đội Hàn Quốc vào năm 1984. K2 được chính thức đưa vào sử dụng năm 1987. Phiên bản xuất khẩu có tên gọi là DR-100 và DR-200 (sử dụng loại đạn .223 Remington) còn DR-300 sử dụng loại đạn 7.62x39mm.
Các nước đang sử dụng:
- Hàn Quốc
- Fiji
- Liban
- Nigeria
- Peru
- Sénégal
- Campuchia